# Люберецкие Поля

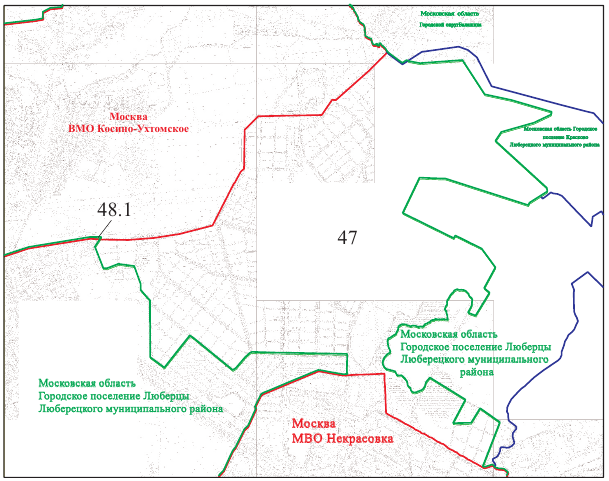
Территория Люберецкого района Московской области, переданная в состав Москвы в июле 2011 года. Красные линии — старые границы субъектов федерации Москвы и Московской области; зелёные — планируемые новые границы; синие — границы муниципальных образований.

Любере́цкие Поля — строящийся жилой район на востоке Москвы, административно относящийся к району Некрасовка Юго-Восточного административного округа. Располагается на территории бывших Люберецких полей аэрации (канализационных очистных сооружений). Жилой район начал застраиваться ещё в составе Люберецкого муниципального района Московской области, в августе 2011 года территория вошла в состав Москвы.

## История

План Люберецких полей орошения в 1927 году

Поля были сооружены в 1907—1912 годах в рамках проекта второй очереди Московской канализации. Сточные воды подавались на поля с Главной насосной станции через Загородный Люберецкий канал.
После постройки в 1960-х годах современных очистных сооружений Люберецкой станции аэрации использование полей постепенно прекратилось.

### Застройка

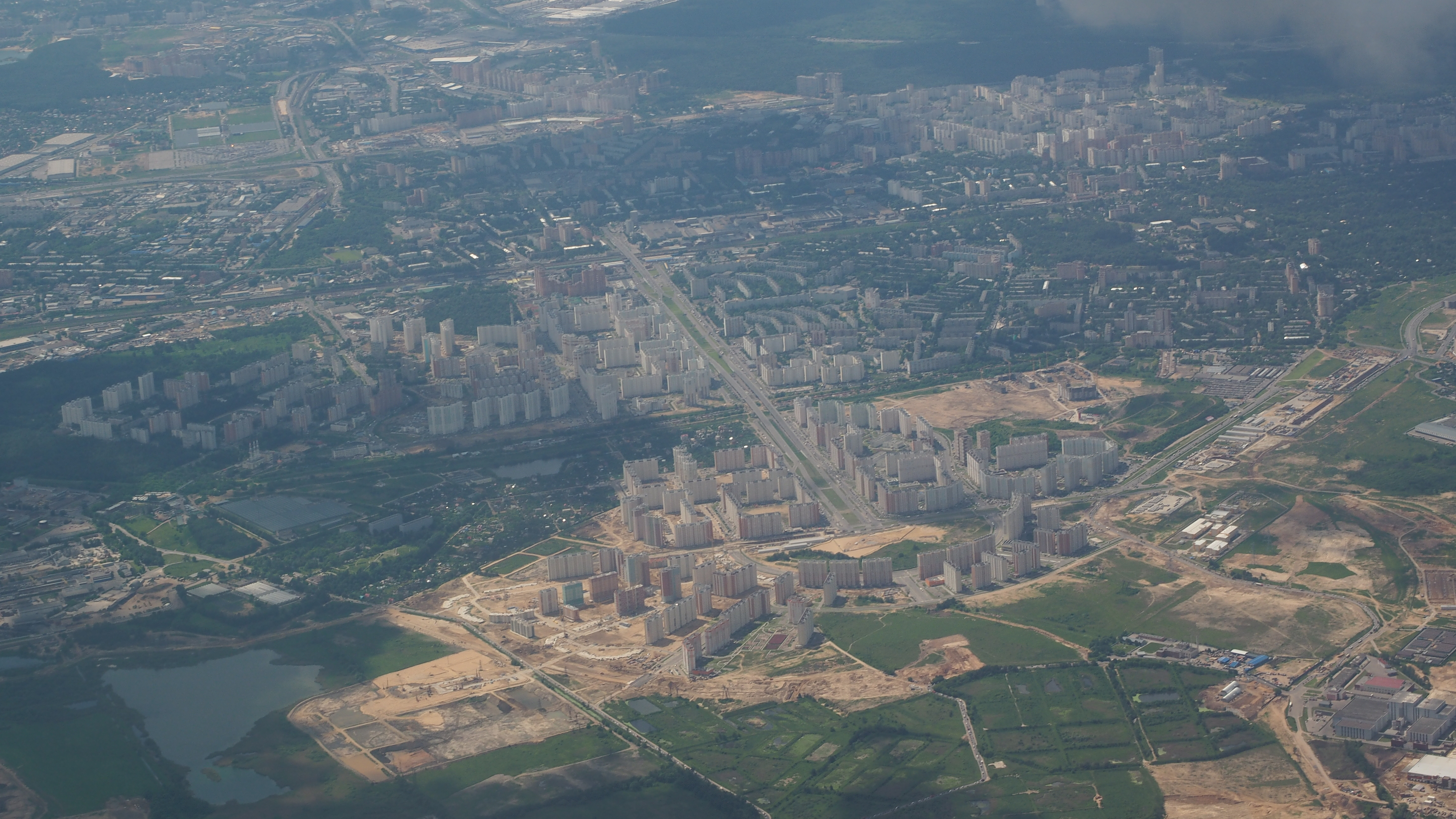
Вид с самолёта в юго-восточном направлении. Застроена половина района (2015)

Район начал застраиваться в 2008 году, параллельно с проведением работ по восстановлению территорий на месте бывших полей аэрации. По состоянию на 2011 год, планировалось возведение жилья общей площадью 4 миллиона квадратных метров и организация 18 тысяч новых рабочих мест на территории около 500 гектаров. Для определения направлений градостроительного развития территории иловых площадок Люберецкой станции аэрации ГУП НИИПИ Генплана города Москвы была разработана «Градостроительная концепция освоения территории иловых площадок Люберецкой станции аэрации с учетом прилегающих территорий Москвы и Московской области».

### Передача в состав Москвы
В июне 2011 года мэром Москвы Сергеем Собяниным и губернатором Московской области Борисом Громовым было подписано соглашение о границе между Москвой и Московской областью, позднее одобренное региональными парламентами. Согласно этому постановлению, в частности, участок площадью 578,9 га (Люберецкие поля) был передан Москве из состава Люберецкого муниципального района Московской области. Изменение границы было одобрено Советом Федерации 13 июля 2011 года. 28 сентября 2011 года Мосгордума приняла изменения в законы города Москвы, согласно которым Люберецкие поля аэрации были присоединены к району Некрасовка.

## Транспорт

### Метро
В микрорайоне в июне 2019 года открылась станция метро «Некрасовка» Некрасовской линии.

### Автобусы
- 784 Метро «Лухмановская» — Сочинская улица
- 849 9-й микрорайон Кожухова — Некрасовская улица
- 893 Метро «Лухмановская» — Некрасовская улица
- 722 Метро «Выхино» — Метро «Некрасовка»
- 739 ТРЦ «Садовод» — Метро «Некрасовка»
- 849р МЦД «Люберцы» — Индустриальный парк «Руднёво»